# لاسلو کوور
لاسلو کوور (انگلیسی: László Kövér؛ زادهٔ ۲۹ دسامبر ۱۹۵۹) یک سیاست‌مدار اهل مجارستان است.